# Myrmeleonostenus nigrimaculatus
Myrmeleonostenus nigrimaculatus là một loài tò vò trong họ Ichneumonidae.